# Auzon (dopływ Sorgue)
Auzon – rzeka we Francji, przepływająca przez teren departamentu Vaucluse, o długości 35,3 km. Stanowi dopływ rzeki Sorgue. 
Auzon przepływa przez: Flassan, Villes-sur-Auzon, Mormoiron, Mazan, Carpentras, Monteux oraz Bédarrides.